# Mark Garside
Mark Garside (* 21. März 1989 in East Kilbride, Schottland) ist ein britischer Eishockeyspieler, der seit 2010 bei den Belfast Giants in der Elite Ice Hockey League unter Vertrag steht.

## Karriere
Mark Garside entstammt der Nachwuchsabteilung der Edinburgh Capitals, für die er bereits als 17-Jähriger in der Elite Ice Hockey League, der höchsten Spielklasse des Vereinigten Königreiches, debütierte. 2008 wurde er zum „Young British Player of the Year“ gewählt. 2010 wechselte er zum Ligakonkurrenten Belfast Giants. Mit der Mannschaft aus der nordirischen Hauptstadt wurde er 2012 und 2014 durch den Gewinn der Hauptrunde der Elite Ice Hockey League britischer Meister. 2015 erreichte er mit den Giants die dritte Runde des IIHF Continental Cups und verpasste den Einzug in die Endrunde lediglich aufgrund der weniger geschossenen Tore im direkten Vergleich gegenüber der Association des Sports de Glisse d’Angers und dem späteren Gesamtsieger HK Njoman Hrodna.

### International
Für Großbritannien nahm Garside im Juniorenbereich an der Division I der U18-Weltmeisterschaft 2007 und der U20-Weltmeisterschaften 2007 und 2008 sowie der Division II der U20-Weltmeisterschaft 2009 teil. 
Im Seniorenbereich stand er im Aufgebot seines Landes bei den Weltmeisterschaften der Division I 2010, 2012, 2014, 2015, 2016 und 2017. Zudem nahm Garside für Großbritannien an den Qualifikationsturnieren für die Olympischen Winterspiele in Sotschi 2014 und in Pyeongchang 2018 teil.

## Erfolge und Auszeichnungen
- 2008 Young British Player of the Year
- 2012 Britischer Meister mit den Belfast Giants
- 2014 Britischer Meister mit den Belfast Giants

### International
- 2017 Aufstieg in die Division I, Gruppe A bei der Weltmeisterschaft der Division I, Gruppe B

## EIHL-Statistik
(Stand: Ende der Saison 2017/18)